# Char Batignolles-Châtillon (1935)
Pour les articles homonymes, voir char Batignolles-Châtillon.
 (juin 2024).
Si vous disposez d'ouvrages ou d'articles de référence ou si vous connaissez des sites web de qualité traitant du thème abordé ici, merci de compléter l'article en donnant les références utiles à sa vérifiabilité et en les liant à la section « Notes et références ».
Le char Batignolles-Châtillon est un projet de véhicule blindé français.

## Historique
Le 2 août 1933 est établi par l'infanterie française un programme de développement pour les chars, qui a été modifié à nouveau en 1934 pour le plan 1934. Le plan prévoyait la construction d'un char léger d'infanterie. Différents fabricants ont déposé un projet et la Compagnie générale de construction de locomotives (Batignolles-Châtillon) a été chargée de travailler sur le sien avec un prototype.
Le 5 avril 1935, le véhicule est transféré pour examen par la commission de Vincennes. Il subit cet examen avec sa coque en pente et une tourelle qui rappelle fortement le FCM 36 des Forges et Chantiers de la Méditerranée rivale ; il est équipé de plaques de protection à plat sur le châssis masquant sept roues et d'ailes pliantes blindés. Non soudé coque et tourelle, mais vissés et jette respectivement. L'armement standard est un canon de 37 mm et deux mitrailleuses de 7,5 mm. Le comité estime que le blindage est bon (sauf les plaques derrière la suspension) et le practice avec quatre heures de plus que nécessaires excellent en utilisant un moteur diesel de 66 ch Unic. Lors des essais de conduite du 24 juin, cependant, le char se révèle très peu fiable : il ne fonctionne pas pour accomplir le parcours de 50 kilomètres de test parce que le lecteur[Quoi ?] est endommagé. Le 27 juin, le char est réparé.

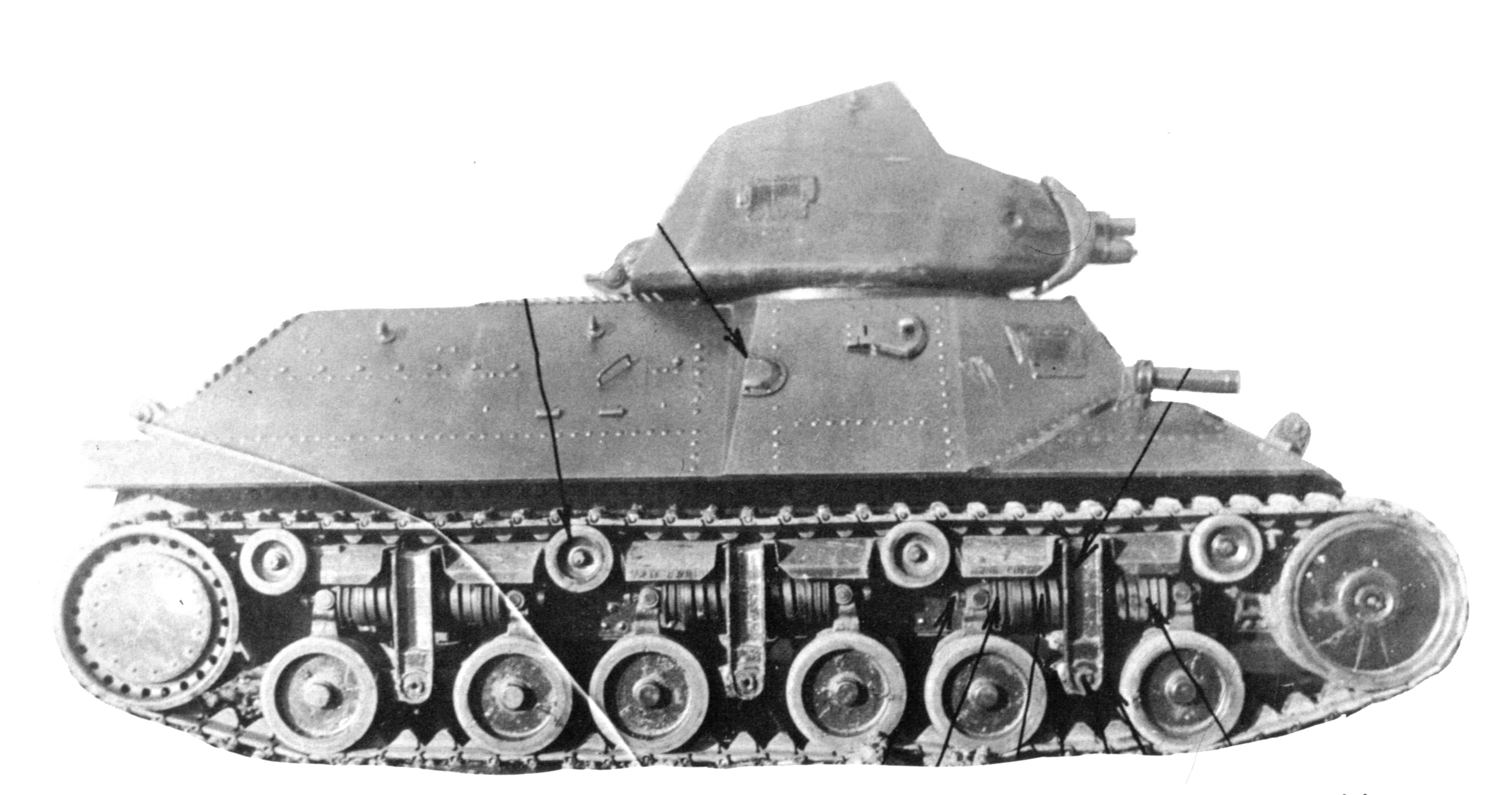
Le prototype amélioré, passant de 1936 ; la photo est une découpe de ce qui a été annexé au rapport officiel de la commission; les flèches indiquent les défauts.

Le 22 juillet, l'usine ramène encore le prototype et présente un tout nouveau train de roulement avec six roues, chaque paire reliée à un arbre qui peut se déplacer dans un conteneur contre la pression d'un ressort vertical, tandis que les roues sont chacune suspendues séparément des deux côtés de ladite porte jusqu'à comprimer des ressorts de poussée horizontale de caoutchouc. Du 20 janvier au 1er août 1936, le matériel est testé à nouveau. Le Comité conclut que l'angle de descente est pauvre, le moteur faible et la boîte fiable. L'équipe de conception de l'usine est de nouveau remise en question et propose d'installer un moteur Codra. Si la commission a annoncé que l'ensemble de ce projet est spécifié par lui-même ne sera pas suffisant. La société est compensée par la promesse qu'il sera mis à la production de masse de la tour de la FCM, maintenant il a été montré qu'il peut développer une tour semblable, qui a également juste été dans l'image est de remplacer la tour de APX. 
Toutefois, cette production ne sera pas mise en service.